# Brandstorp
För andra betydelser, se Brandstorp (olika betydelser).

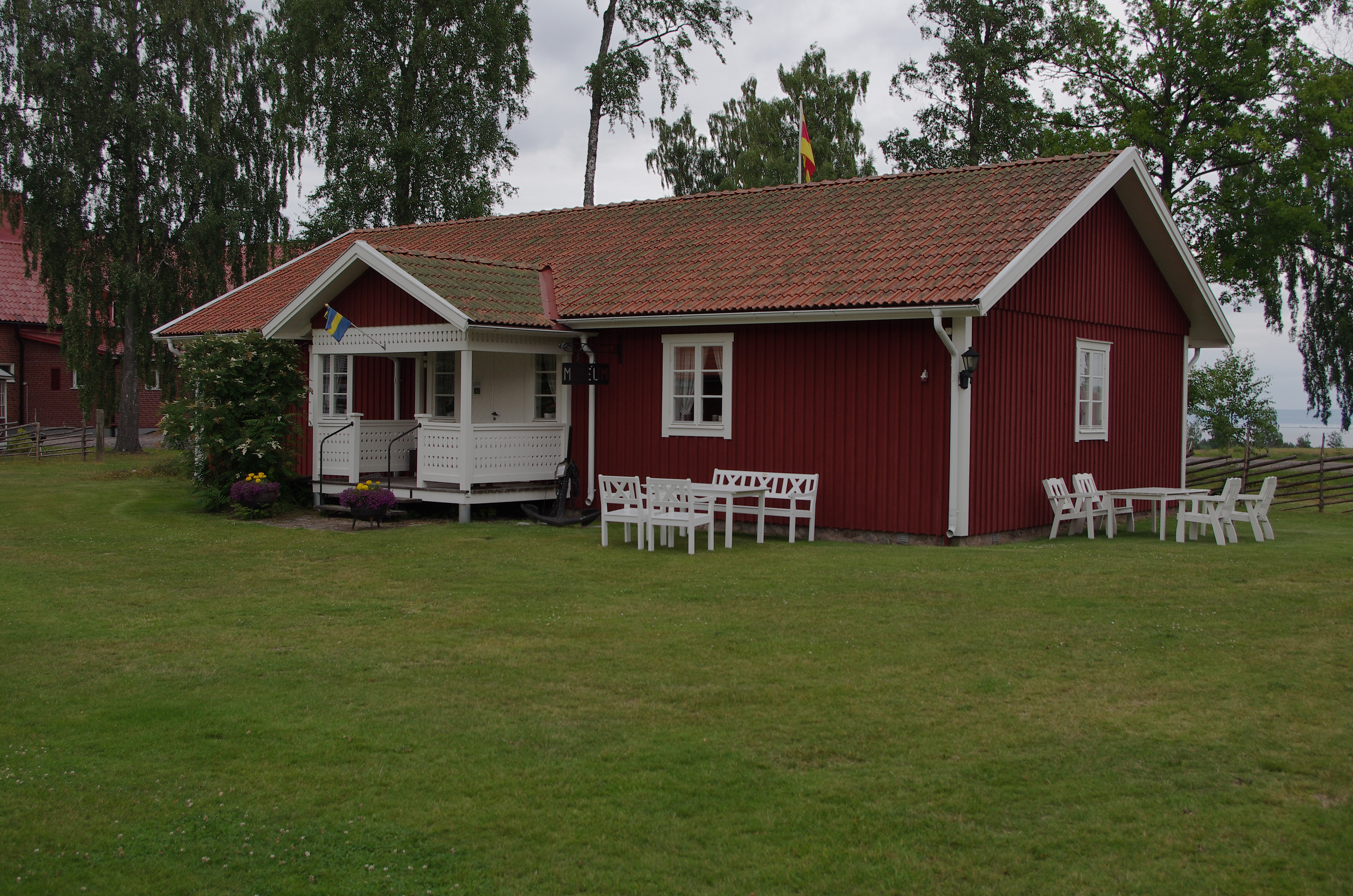
Museet i kyrkbyn.

Brandstorp är en småort i Brandstorps socken i Habo kommun i Jönköpings län och Västergötland som landskap. Brandstorp ligger vid Vätterns västra strand mellan Habo och Hjo.

## Historik
Brandstorp var ursprungligen namnet på en gård i Daretorps socken. Enligt de gamla jordeböckerna och skattelängderna från 1500- och 1600-talen bestod området till en början av gårdar som låg som ett pärlband cirka en kilometer ovanför Vätterns strand med marken uppodlad ner mot Vättern. I skrifter så gamla som 1300-talet omnämnes Hälde kvarn och gårdarna kring denna. Dagens Häldeholm är ett större gods en kilometer söder om orten. En kilometer norr om orten ligger herrgården Skämningsfors som brukats sedan åtminstone 1600-talet under namnet Skämning. Dagens huvudbyggnad uppfördes i början av 1800-talet. 
Brandstorps träkyrka uppfördes 1694-1698. Kyrkan ligger i den så kallade Kyrkbyn cirka en kilometer väster om dagens ort.
Det framkommer i hembygdsföreningens skrifter att en kooperativ handelsbod startades 1915 i närheten av kyrkbyn. Denna stängdes år 1933, då Konsum uppförde en butik där dagens lanthandel ligger mitt i orten vid landsvägen där vägen från Tidaholm möter Jönköpingsvägen. Det kan ha varit vid denna tid som dagens Brandstorp växte fram och blev den ort det är idag. Flertalet av de byggnader i Brandstorp, som ligger längs länsvägen, uppfördes under 1930- och 1940-talen.